# Титика, Вячеслав Викторович
Вячеслав Викторович Титика (14 февраля 1983, Кишинёв, СССР) — молдавский регбист, бывший игрок клуба «Кубань» и национальной сборной Молдавии. Лучший регбист Молдавии 2015 года. Играл на позициях пропа (столба) и лока (замка).

## Биография

### Клубная карьера
Первоначально занимался вольной борьбой, но позже друг пригласил Вячеслава в секцию по регби. Уже через полгода игрок привлекался в юниорскую сборную. В 17-летнем возрасте переехал в Румынию. Сначала играл в молодёжной команде, постепенно привлекаясь к играм основного состава столичного «Динамо». В составе команды становился чемпионом, выходя в основном на замену.
В 2004 году перебрался в столичную «Славу», в составе которой провел четыре сезона, став бронзовым и серебряным призёром. В 2009 году, в связи с экономическим кризисом в команде, перешел в «Красный Яр». В его составе становился двукратным чемпионом России и трижды выигрывал Кубок. Стал лучшим регбистом Молдавии 2015 и 2017 годов. В 2016 году перешел в краснодарскую «Кубань».

### Тренерская карьера
В 2019 году завершил карьеру, и стал тренером нападающих в «Кубани». После ухода с поста главного тренера Фила Верахино, Вячеслав стал сначала и.о. тренера, фактически же был главным. В 2020 стал официально главным тренером.
30 июня 2021 года назначен главным тренером клуба «Ростов», его помощником стал Сергей Янчий.

### В сборной
Выступал за сборную Молдавии.

### Семья
Женат, отец двоих детей (старший сын Артур в сентябре 2017 года пошёл в школу).